# Борецький Юрій Олександрович
Юрій Олександрович Борецький (рос. Юрий Александрович Борецкий; 2 березня 1935, Київ УРСР, СРСР — 19 грудня 2003, Москва, Російська Федерація) — радянський російський актор театру і кіно, кінорежисер.

## Життєпис
У 1953—1955 рр. навчався на театрознавчому факультеті Державного інституту театрального мистецтва імені О. В. Луначарського (ГІТІС), закінчив акторський факультет Театрального училища ім. М.С. Щепкіна (1959), режисерський факультет Вищих курсів сценаристів і режисерів (1970).
У 1959—1961 і 1964—1966 рр. — актор Челябінського драматичного театру ім. Цвіллінга, в 1961—1964 рр. — Московського драматичного театру ім. М. Гоголя, в 1966—1968 — Московського обласного драматичного театру імені О.Н. Островського.
У 1976 році поставив фільм «Моє кохання на третьому курсі», в якому вперше прозвучала пісня О. Пахмутової і М. Добронравова «Как молоды мы были» у виконанні Олександра Градського.
Став широко відомий у 1983 році після виходу фільму «Непереможний» за сценарієм Павла Лунгіна з Андрієм Ростоцьким у головній ролі.
Помер 19 грудня 2003 року в своїй квартирі на Нікітському бульварі (Москва). Похований на Кончаловському цвинтарі в Обнінську разом зі своєю матір'ю та вітчимом.

### Родина
- Мати — Галина Олександрівна Табулевич (20 квітня 1912 — 19 грудня 1987), радянський педагог. Директор обнінської школи № 1 (?—1960)
- Отчим — Йосип Титович Табулевич (1906—1994), український радянський діяч, міністр комунального господарства Української РСР. Депутат Верховної Ради УРСР 2-го скликання.
- Дружина — Аліна Дмитрівна Борецька (14 березня 1944 — 18 серпня 2019), радянський режисер, актриса[1].
  - Син — Олег Юрійович Борецький (29 грудня 1963 — 7 червня 2020), режисер, продюсер, актор[1].
    - Онук — Ілля Олегович Борецький (нар. 1996)[1].

## Фільмографія
Акторські роботи:
- «Розстріл» (1965, реж. Рафаїл Ейленкріг)
- «Березова бувальщина» (1968, реж. В. Ілляшенко)
- «Червона заметіль» (1971, епізод (немає в титрах)
- «Чорний караван» (1975)

Режисер-постановник:
- «Фронт за околицею» (1969, к/м)
- «Офіцер запасу» (1971)
- «Червона заметіль» (1971)
- «Сюди прилітають лебеді» (1972)
- «Водоспад» (1973)
- «Чорний караван» (1975)
- «Моя любов на третьому курсі» (1976)
- «Життя моє — армія» (1980)
- «Оленяче полювання» (1981)
- «Непереможний» (1983)
- «Пан гімназист» (1985)
- «Микола Подвойський» (1987)
- «Привиди зеленої кімнати» (1991)